# Werner Heuser
Werner Heuser (11. listopadu 1880, Gummersbach, Německo – 11. června 1964, Büderich, Německo) byl německý expresionistický malíř a kreslíř. Od roku 1926 byl profesorem na Akademii umění v Düsseldorfu. V roce 1937 byla jeho díla spolu s mnoha dalšími vystavena na výstavě Entartete Kunst v Mnichově. V důsledku toho musel jako „zvrhlý umělec“ akademii opustit. Po válce se na ni ale vrátil a jako ředitel v letech 1946 až 1949 se podílel na jejím znovuvybudování. Později se věnoval vlastní tvorbě a působil jako poradce kulturního výboru zemského sněmu.

## Výběr z díla

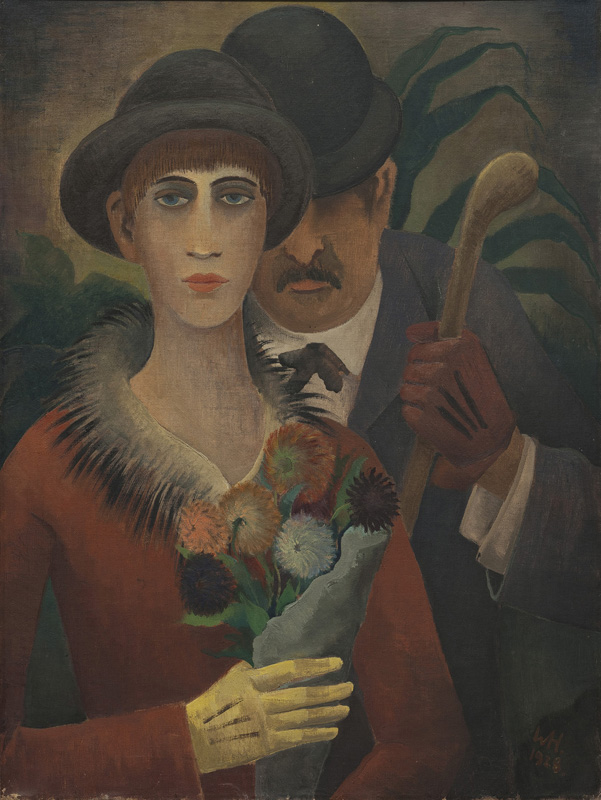
In den Anlagen 1928
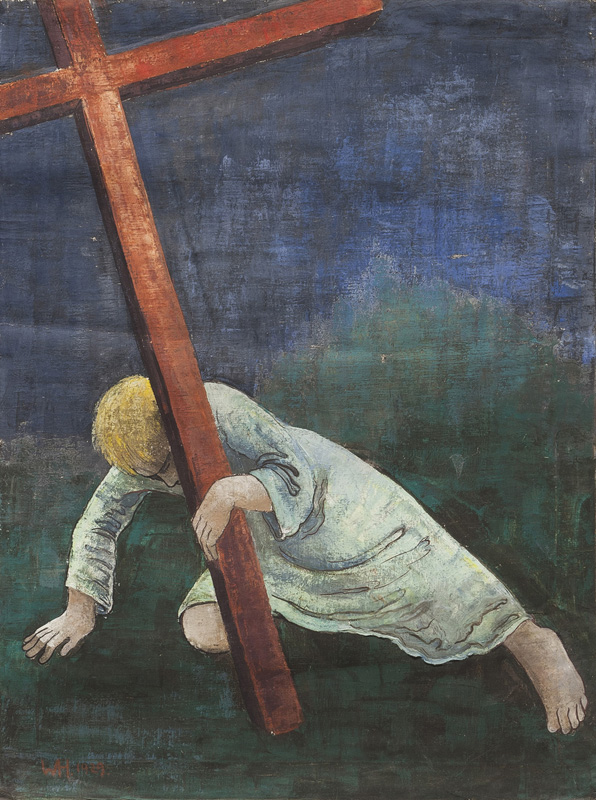
První Ježíšův pád 1929
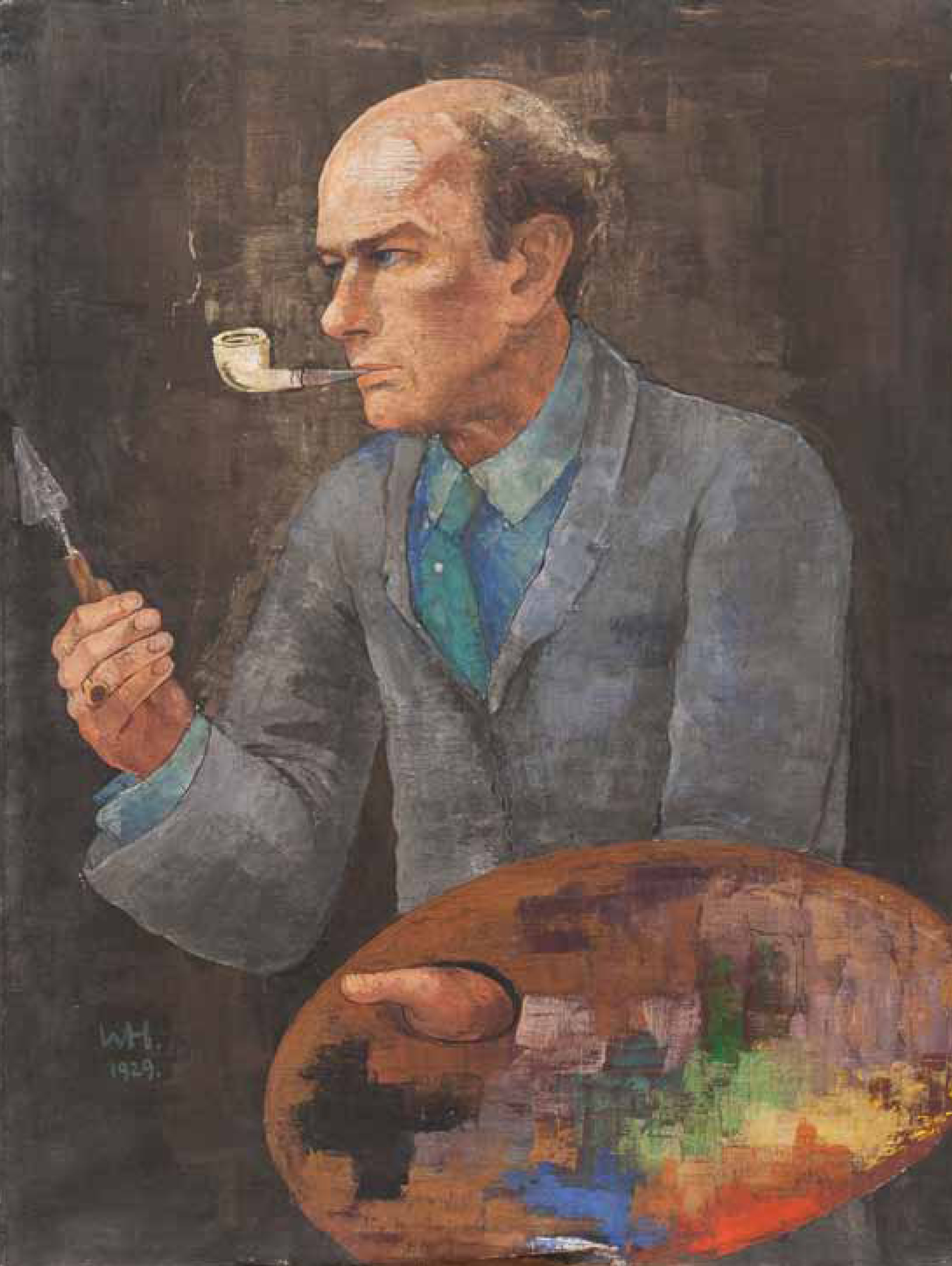
Autoportrét 1929
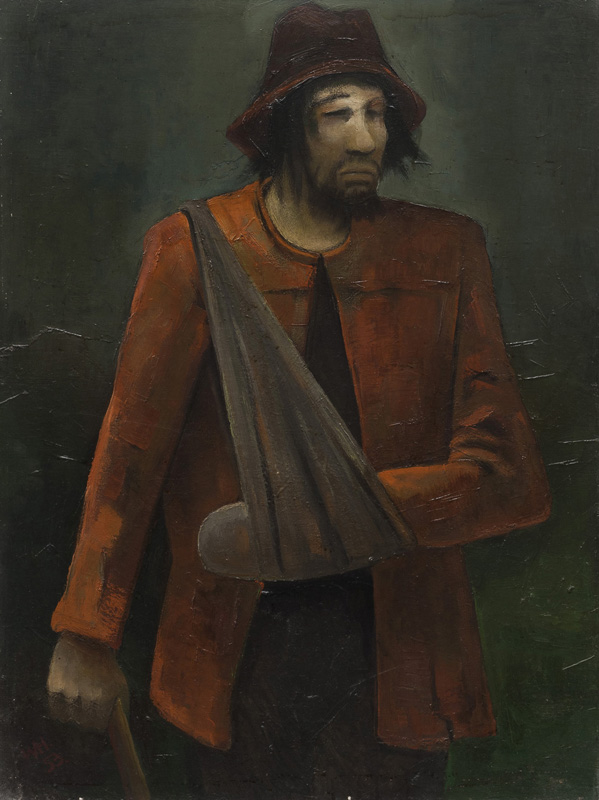
Navrátilec 1952
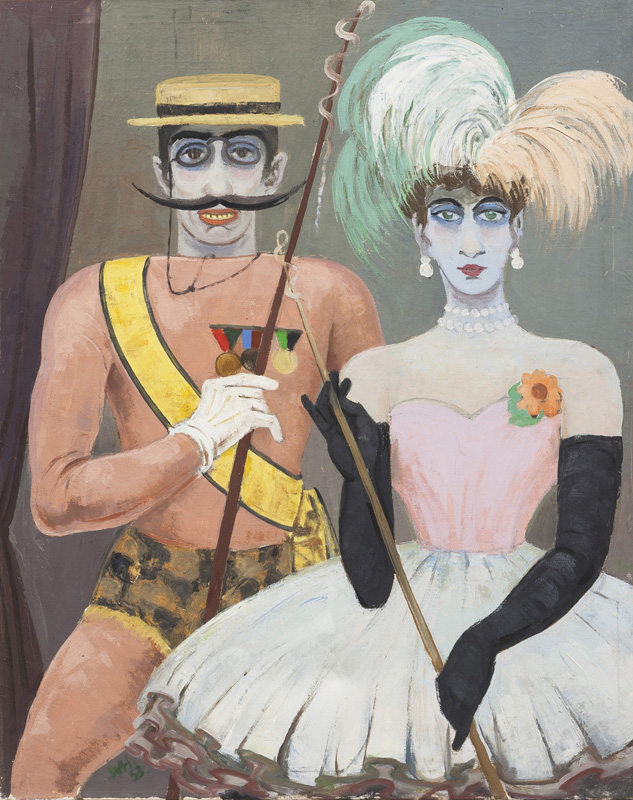
Karneval 1953
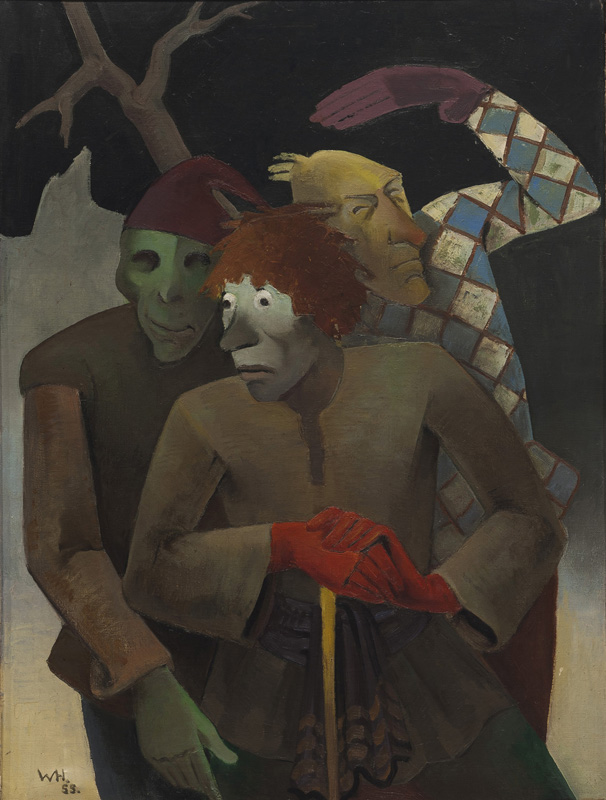
"Trio" Rytíř, Smrt a Ďábel 1955
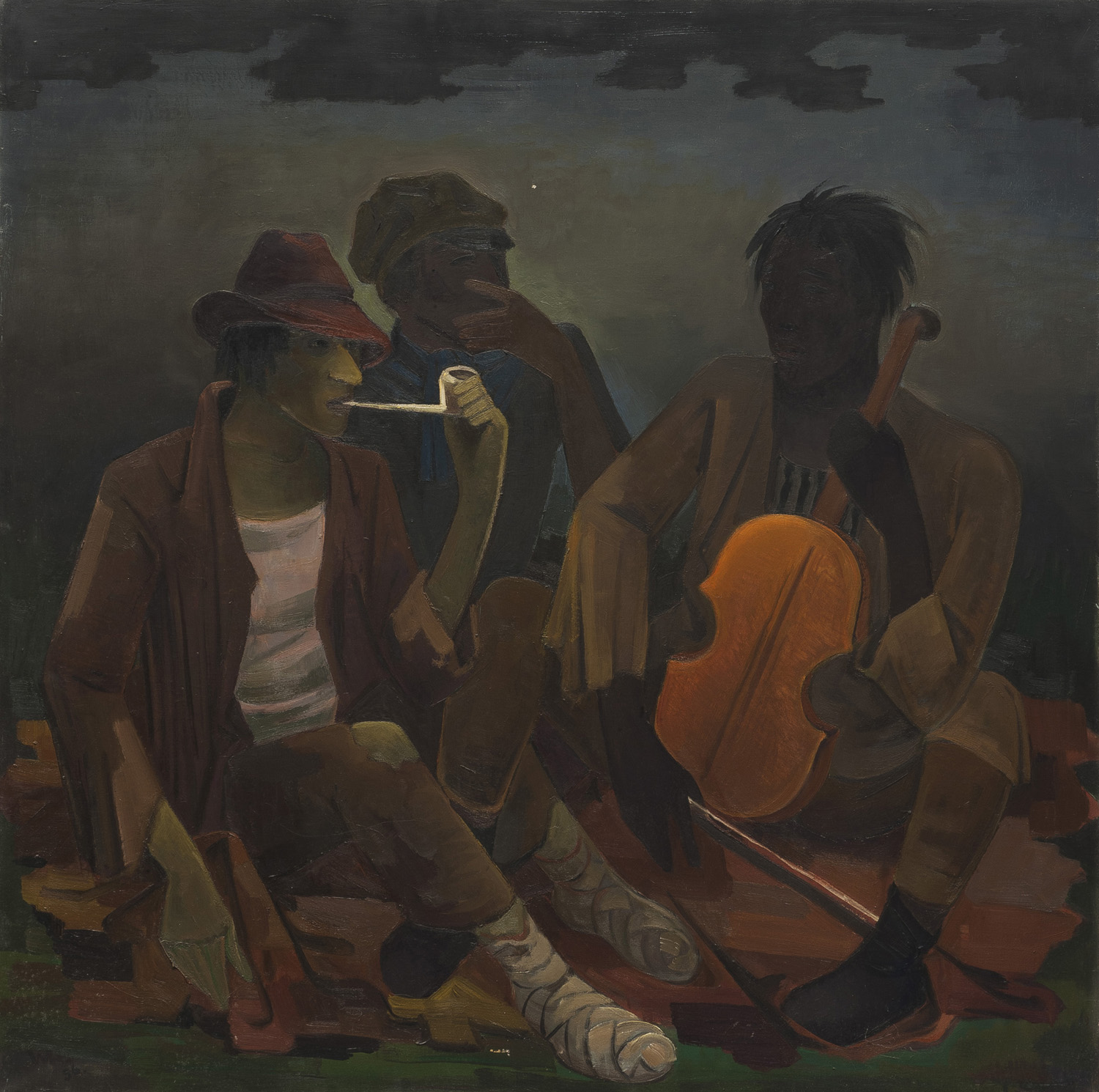
Tuláci 1954
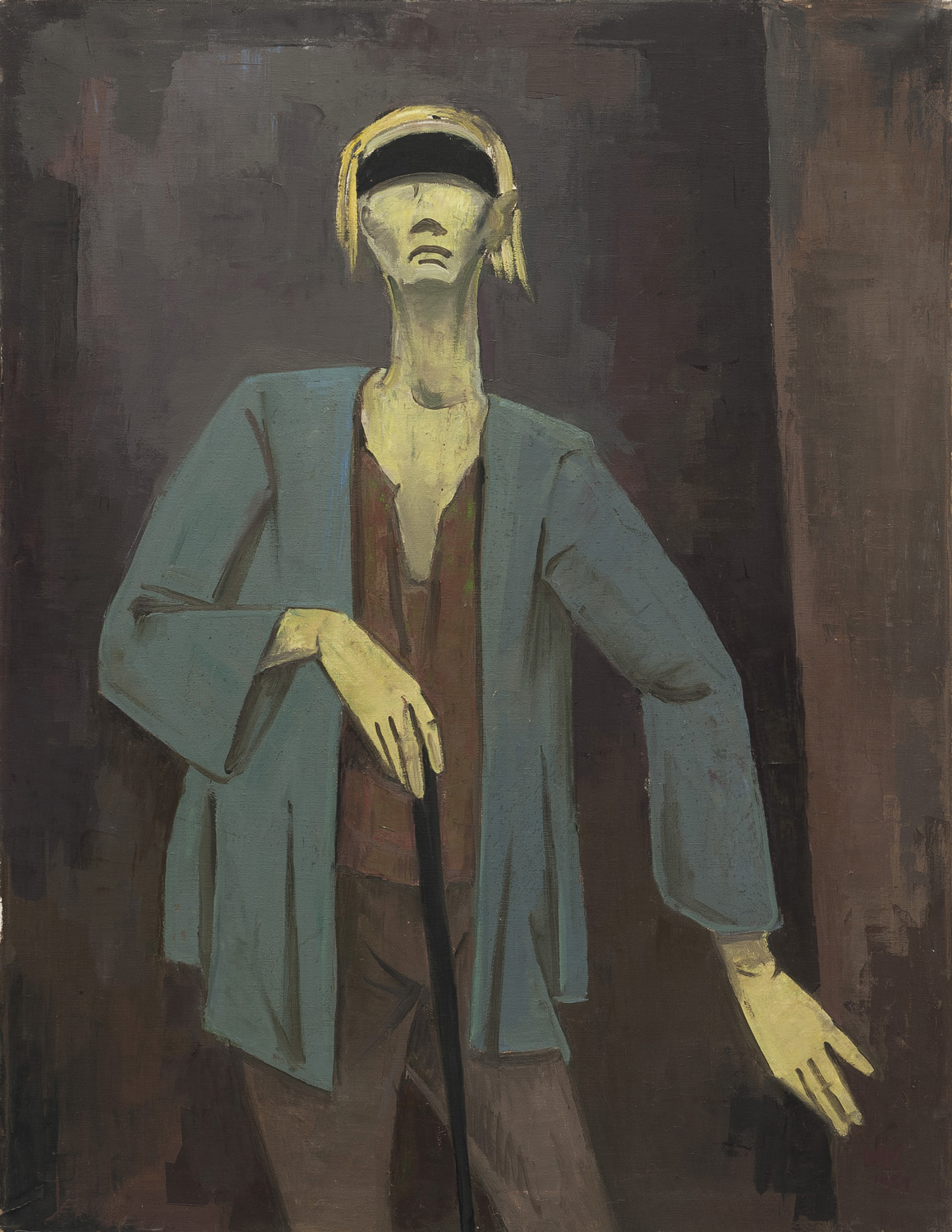
Slepec 1954
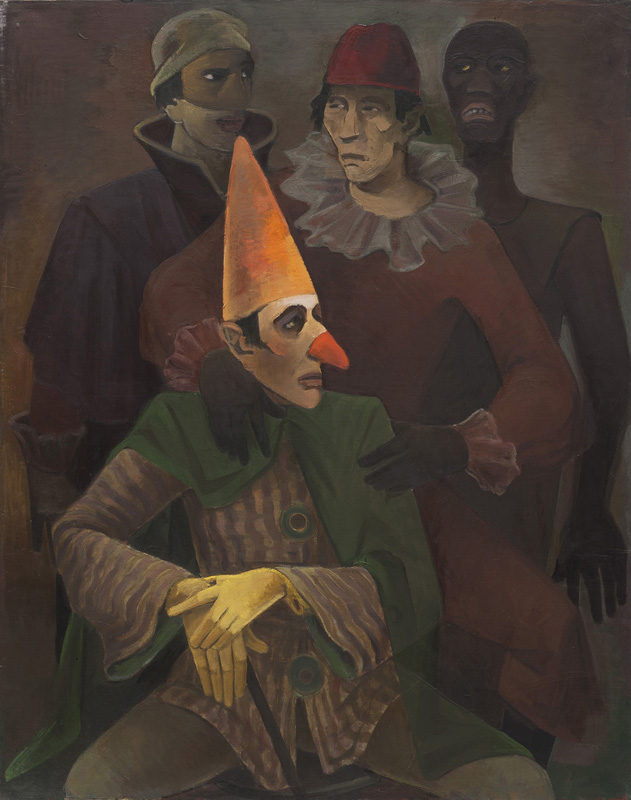
Masky 1956